# Valère Thiébaud
Valère Thiébaud (Neuchâtel, 26 de enero de 1999) es un deportista suizo que compite en ciclismo en las modalidades de pista y ruta.
Ganó una medalla de plata en el Campeonato Europeo de Ciclismo en Pista de 2021, en la prueba de persecución por equipos. Participó en los Juegos Olímpicos de Tokio 2020, ocupando el octavo lugar en la misma prueba.

## Medallero internacional
| Campeonato Europeo | Campeonato Europeo | Campeonato Europeo | Campeonato Europeo      |
| Año                | Lugar              | Medalla            | Competición             |
| ------------------ | ------------------ | ------------------ | ----------------------- |
| 2021               | Grenchen ( Suiza)  | Medalla de plata   | Persecución por equipos |